# Condado de DeSoto (Florida)
El Condado de DeSoto es un condado ubicado en el estado de Florida.  En 2000, su población es de 32 209 habitantes.

## Historia
El condado de DeSoto fue creado en 1887. Su nombre es el de Hernando de Soto, explorador español, cuyo nombre también fue dado al Condado de Hernando.
El 13 de agosto de 2004, el Huracán Charley pasó por el condado y  lo atravesó durante poco más de una hora dejando daños en casi todos los inmuebles del condado y destruido totalmente algunos de ellos.

## Demografía
Según el censo de 2000, el condado cuenta con  32 209 habitantes, 10 746 hogares y 7672 familias residentes.  La densidad de población es de 20 hab/km² (50 hab/mi²).  Hay 13 608 unidades habitacionales con una densidad promedio de 8 u.a./km² (21 u.a./mi²).  La composición racial de la población del condado es 73,33% blanca, 12,72% afroamericana o negra, 1,59% nativa americana, 0,41% asiática, 0,04% de las islas del Pacífico, 10,49% de otros orígenes y 1,43% de dos o más razas.  El 24,90% de la población es de origen hispano o latino cualquiera sea su raza de origen.
De los 10 746 hogares, en el 26,50% de ellos viven menores de edad, 55,50% están formados por  parejas casadas que viven juntas, 10,30% son llevados por una mujer sin esposo presente y 28,60% no son familias. El 21,00% de todos los hogares están formados por una sola persona y 11,40% de ellos incluyen a una persona de más de 65 años.  El promedio de habitantes por hogar es de 2,70 y el tamaño promedio de las familias es de 3,00 personas.
El 22,70% de la población del condado tiene menos de 18 años, el 11,20% tiene entre 18 y 24 años, el 26,70% tiene entre 25 y 44 años, el 20,50% tiene entre 45 y 64 años  y el 19,00% tiene más de 65 años de edad. La mediana de la edad es de 36 años.  Por cada 100 mujeres hay 128,30 hombres y por cada 100 mujeres de más de 18 años hay 134,70 hombres.
La renta media de un hogar del condado es de $30 714, y la renta media de una familia es de $34. 726. Los hombres ganan en promedio $22 572 contra $20 004 para las mujeres. La renta per cápita en el condado es de $14 000.  23,60% de la población y 14,20% de las familias tienen entradas por debajo del nivel de pobreza. De la población total bajo el nivel de pobreza, el 31,50% son menores de 18 y el 7,30% son mayores de 65 años.

## Ciudades y pueblos
- Arcadia
- Southeast Arcadia (no incorporada como municipalidad)

### Administración local
- Junta de comisionados del Condado de DeSoto official website
- Supervisión de elecciones del Condado de DeSoto
- Registro de propiedad del Condado de DeSoto
- Oficina del alguacil del Condado de DeSoto
- Oficina de impuestos del Condado de DeSoto

### Turismo
- Cámara de comercio del Condado de DeSoto Archivado el 25 de septiembre de 2006 en Wayback Machine.

- Datos: Q488796
- Multimedia: DeSoto County, Florida / Q488796